# کلاه‌خود فولادی
کلاه‌خود فولادی (انگلیسی: The Steel Helmet) یک فیلم درام جنگی آمریکایی به کارگردانی ساموئل فولر محصول سال ۱۹۵۱ است.

## داستان
در کره، گروهبان زک از ارتش ایالات متحده از قتل‌عام اسیران جنگی آمریکایی به‌دست ارتش خلق کره جان سالم به در می‌برد، چراکه کلاه‌خود ام۱ او (که عنوان فیلم نیز به آن اشاره دارد) جلوی گلوله‌ای را می‌گیرد که قرار بود به سرش برخورد کند. زک که در پی تسلیم یگانش، زخمی و دست‌بسته رها شده، با مشقت از تپه‌ای بالا می‌رود و در مواجهه با پسربچه‌ای بودایی که اسلحه دارد، یخ می‌زند. اما پسر تصمیم می‌گیرد زک را آزاد کند و با پودر سولفا زخم‌هایش را درمان می‌کند. وقتی پسر حاضر نمی‌شود برود، زک تسلیم می‌شود، او را «شورت‌رَوند» می‌نامد و از او می‌خواهد لباس و تجهیزات سربازان کشته‌شده را جمع کند تا همراهش برای یافتن نیروهای خودی حرکت کند.
زک و شورت‌روند با سرجوخه تامپسون، یک امدادگر آفریقایی‌تبار از هنگ نوزدهم پیاده‌نظام ارتش آمریکا که تنها بازماندهٔ گروه خود است، روبه‌رو می‌شوند. آن‌ها به یک گشتی به رهبری ستوان تازه‌کار دریسکل می‌پیوندند. افراد گشتی ادعا می‌کنند که تامپسون یک «عقب‌افتاده» است که خود را از دسته‌اش جدا کرده و کره‌ای‌ها تنها به‌خاطر درمان مجروحان خود او را زنده نگه داشته‌اند. هنگام حملهٔ یک تیم تک‌تیرانداز، زک و گروهبان ژاپنی‌تبار تاناکا آن‌ها را می‌کشند. زک با اکراه می‌پذیرد که گشتی را به یک معبد بودایی ببرد تا یک پایگاه دیده‌بانی ایجاد کنند، اما در مسیر، دریسکل به یکی از سربازان دستور می‌دهد پلاک‌های هویتی یک کشته‌شده را جمع کند و این کار باعث انفجار یک تله انفجاری می‌شود که آن سرباز را می‌کشد.
مردان بدون حادثهٔ دیگری به معبد متروکه می‌رسند، اما شب‌هنگام، یک سرگرد کره‌ای که در آنجا پنهان شده بود، جو، نگهبان شب را می‌کشد. سرگرد تلاش می‌کند تامپسون و تاناکا را با اشاره به نژادپرستی در ایالات متحده و تبعیضی که از سوی هم‌رزمانشان با آن روبه‌رو هستند، فریب دهد، اما موفق نمی‌شود و در نهایت زک که مأموریتش آوردن یک اسیر برای بازجویی بوده (و امکان گرفتن مرخصی را به‌عنوان پاداش دارد)، او را اسیر می‌کند. پیش از عزیمت، دریسکل پیشنهاد می‌دهد برای خوش‌یمنی کلاه‌خودشان را عوض کنند، اما زک از سر بی‌احترامی نمی‌پذیرد.
بعدتر، شورت‌روند با گلولهٔ تک‌تیراندازی کره‌ای کشته می‌شود و این اتفاق زک را در هم می‌شکند. وقتی سرگرد دعای بودایی‌ای را که پسر برای زک نوشته بود مسخره می‌کند، زک کنترل خود را از دست می‌دهد و او را زخمی می‌کند. دریسکل زک را بابت بی‌حرفه‌گی بازخواست می‌کند و زک از تامپسون می‌خواهد سرگرد را درمان کند تا بتوانند او را برای بازجویی به ستاد ببرند.
گشتی یک نیروی بزرگ کره شمالی را می‌بیند و درخواست حملهٔ توپخانه‌ای می‌دهد، اما این فقط باعث می‌شود دشمن از حضور آن‌ها باخبر شود و با تانک به معبد حمله کند. گشتی موفق می‌شود حمله را دفع کند، اما تلفات سنگینی می‌دهد؛ در پایان، تنها زک، تامپسون، تاناکا و بی‌سیم‌چی گروه زنده می‌مانند. زک کهنه‌سرباز جنگ جهانی دوم، در میانهٔ آشوب دچار یادآوری خاطرات گذشته می‌شود و خود را در نبرد نرماندی در حال جست‌وجوی سرهنگش تصور می‌کند.
مدتی بعد، با پایان نبرد، یک یگان پیاده‌نظام ارتش آمریکا برای جایگزینی افراد بازمانده می‌رسد. زک هنگام ترک معبد به کنار قبر ستوان دریسکل می‌رود، کلاه‌خودشان را با هم عوض می‌کند و به راه می‌افتد. مردان از زیر طاق معبد می‌گذرند و نوشته‌ای روی صفحه ظاهر می‌شود: «این داستان پایانی ندارد.»

## بازیگران
- جین ایوانز
- رابرت هاتن
- استیو برودی
- جیمز ادواردز
- ریچارد لو
- سید ملتون